# Universität Caen
Die Universität Caen Normandie (französisch: Université de Caen Normandie) in Caen wurde 1432 gegründet und ist somit eine der ältesten Universitäten Frankreichs. Momentan hat sie etwa 25.000 Studierende.
Bis zur Neueinteilungen der Regionen 2016 nannte sich die Hochschule Université de Caen Basse-Normandie.

## Standorte
Der Campus 1 befindet sich in der Innenstadt und beherbergt die Studierenden der folgenden Richtungen:
- Fremdsprachen, Geographie, Jura, Geschichte, Psychologie, Französisch, Philosophie, Wirtschaft

Campus 2:
- Sport, Mathematik, Chemie, Physik, Ingenieursberufe, IUT

Campus 3:
- IUT Communication d'IFS

Campus 4 (in der Nähe des CHU)
- Wirtschaftswissenschaften

Des Weiteren gibt es im CHU die Medizinfakultät und in der Nähe des CHU die Krankenschwesternschule sowie die Pharmazie-Fakultät.
Zum 1. Januar 2008 wurde das IUFM als Fakultät in die Universität eingegliedert. Die Universität besitzt Außenstellen in Cherbourg, Saint-Lô (IUFM), Vire, Alençon und Lisieux.

## Alumni
- Abdelwahab Abdallah (* 1940), Politiker

Logo (bis 2015)

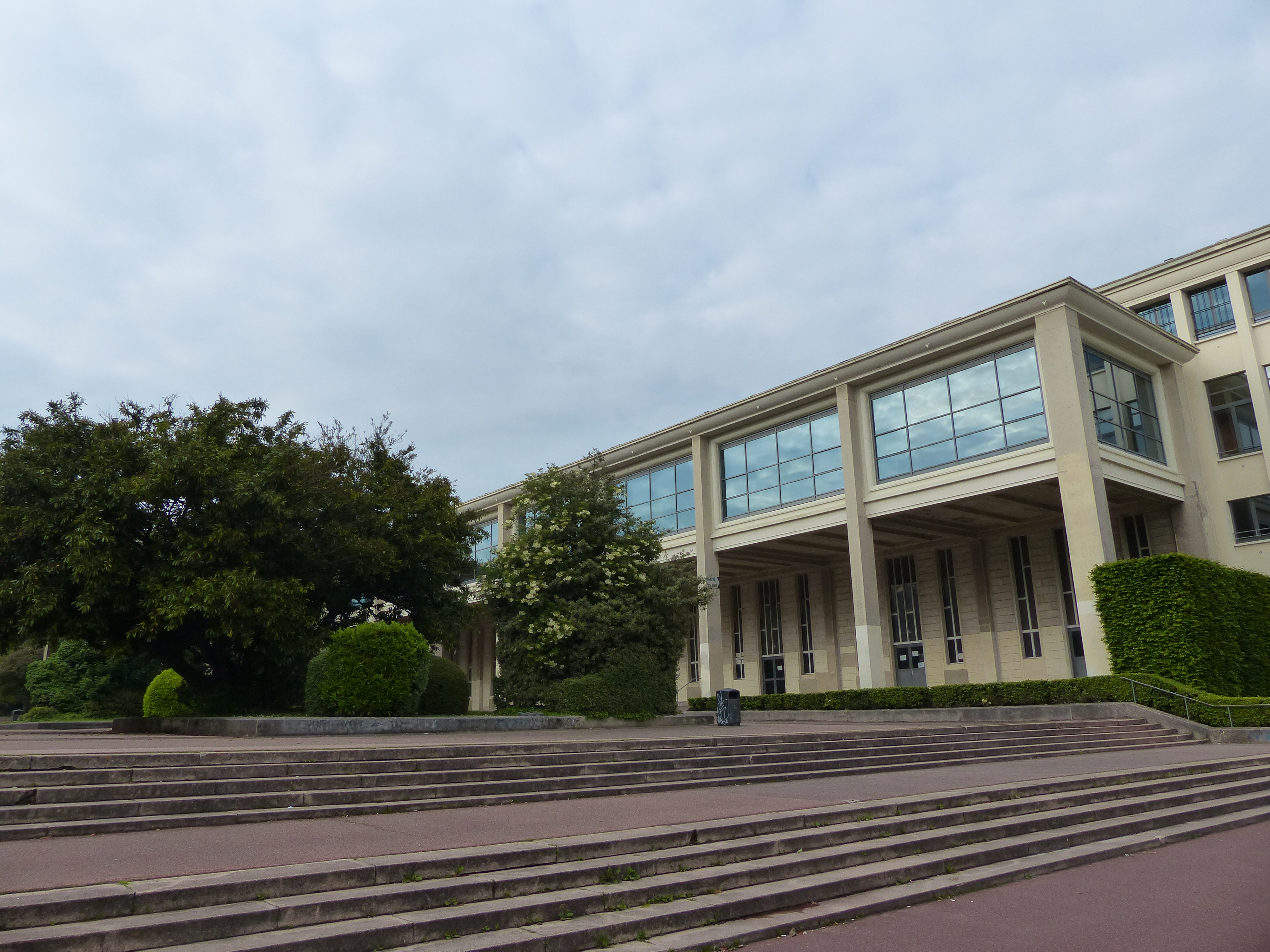
Gebäude am Campus 1

- Matthias Claus Angermeyer (* 1941), Mediziner
- Hans Ulrich Anke (* 1968), Rechtswissenschaftler
- Laurent Beauvais (* 1952), Politiker
- Eduard Biermann (1878–1937), Nationalökonom
- Alain Corbin (* 1936), Historiker
- Cécile DeWitt-Morette (1922–2017), Physikerin
- Doudou Diène (* 1941), Politologe
- Gaël Duval (* 1973), Unternehmer
- Jean-Jacques Gautier (1908–1986), Autor
- Jennifer Michael Hecht (* 1965), Historikerin
- Walter Frenz (* 1965), Rechtswissenschaftler
- Martin Kuester (1958–2024), Anglist
- Xavier Le Pichon (1937–2025), Geologe
- Rexhep Meidani (* 1944), Politiker
- Hervé Morin (* 1961), Politiker
- Johannes Müller (* 1959), Geograph
- François Neveux (* 1944), Mediävist
- Pridi Phanomyong (1900–1983), Politiker
- Levi Arnold Post (1889–1971), klassischer Philologe
- Cătălin Predoiu (* 1968), Politiker
- Gerhard Remppis (* 1940), Politiker
- Guillaume François Rouelle (1703–1770), Chemiker
- Johann Schröder (1599/1600–1664), Mediziner
- Xavier Thévenot (1938–2004), Theologe
- Abdourahman Waberi (* 1965), Schriftsteller
- Ernst Zahnow (1890–1982), Autor